# Esztergom helyi védelem alatt álló épületei
Azon jelentős, helyi védelem alatt álló esztergomi épületek, amelyek nem műemlékileg védettek. A lista nem tartalmazza a védett utcaképeket és rálátási pontokat, csak az épületeket.

## Szentgyörgymező

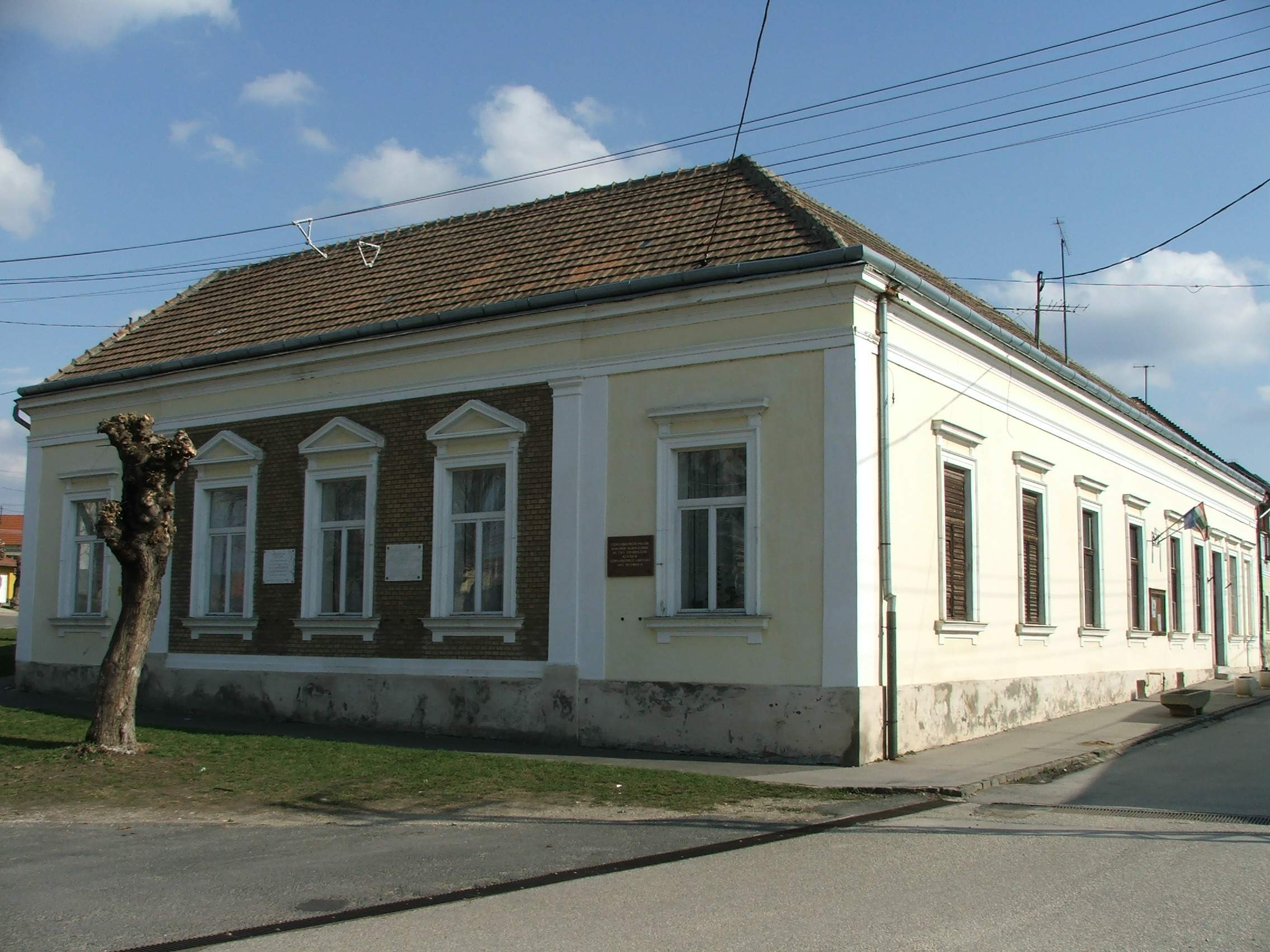
A Szentgyörgymezei Olvasókör épülete

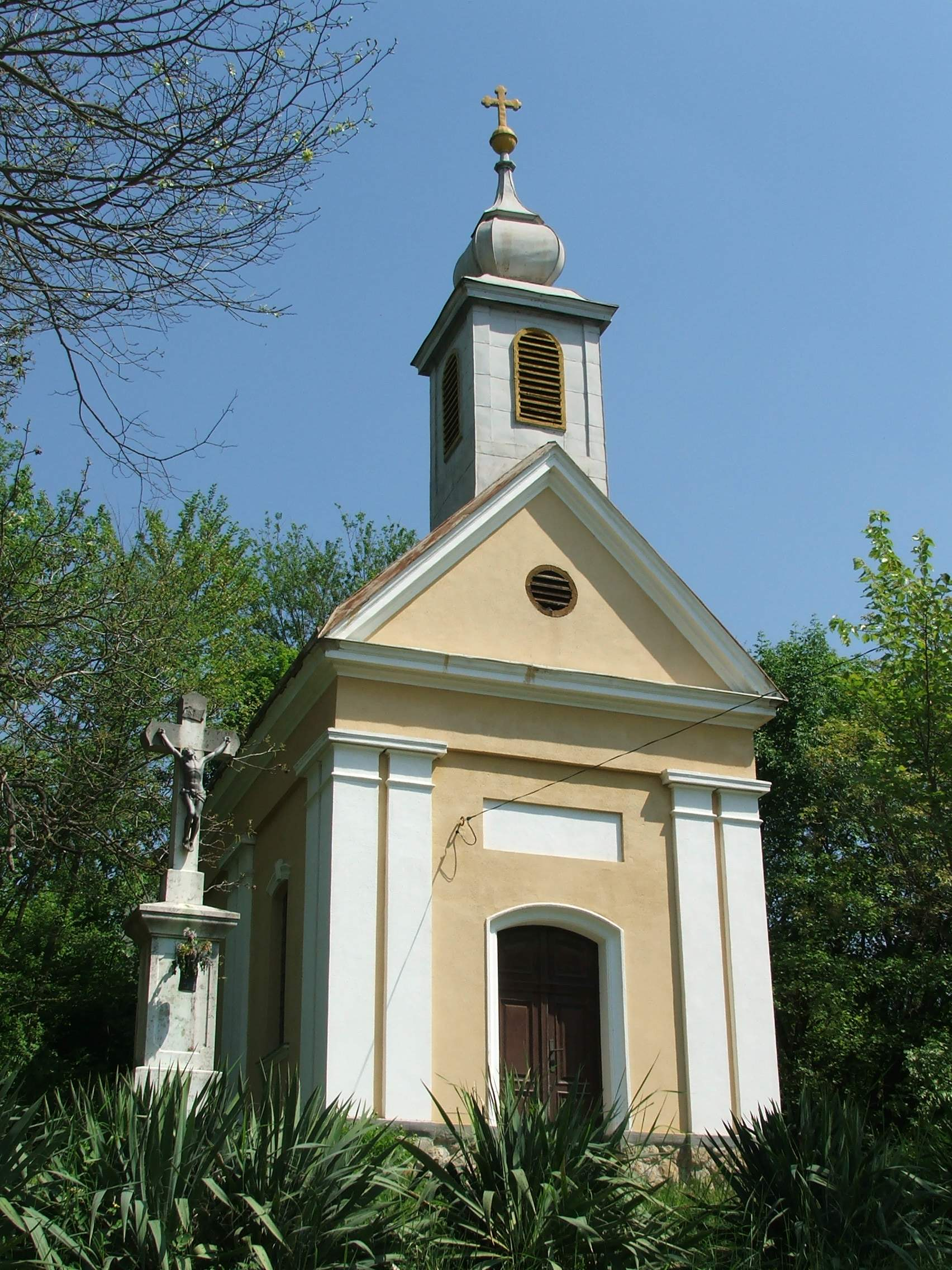
Orbán-kápolna

- Andrássy utca 23, a Szentgyörgymezői Olvasókör épülete
- Balassa Bálint utca 1., 2., 37.
- Barkóczy Ferenc utca 15.
- Dessewffy Arisztid utca 22.
- Dózsa György tér 4.
- Hunyadi János utca 2., 16.
- Molnár sor 1., 1/a , 13.
- Nagysándor József utca 10.
- Vár utca 2., 4., 6.,
- 48-as tér 6.
- Vécsey Károly u. 10.

## Víziváros
- Berényi Zsigmond utca 10., 11., 12., 13., 14.
- Katona István utca 3., 4.
- Kis-Duna sétány 1., 11. (Panzió, szakképzési intézet), 19.
- Rudnay Sándor tér 21., 25., 26. (volt motorbolt a körforgalomnál), 34., 38. (festékbolt), 40., 42.
- Pázmány Péter utca 34., 40.
- Vár utca 2., 4., 6.

## Várhegy
- Szent István tér 1. (bazilika/vár), 3., 6. (Kőrösy László Kollégium), 8., 10. (Északi kanonoksor)

## Királyi város
- Árok u. 2.

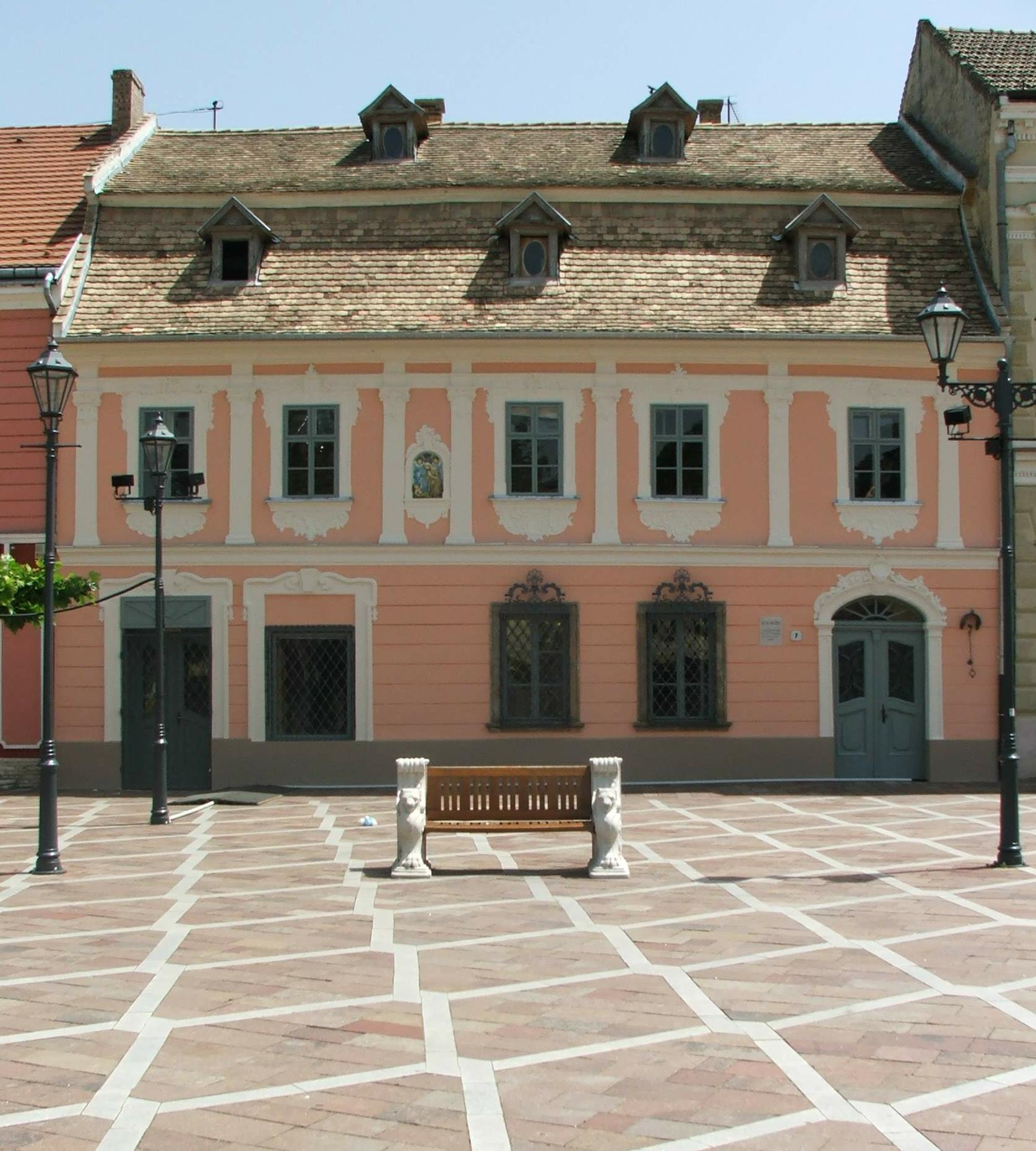
A Gróh-ház a város egyetlen megmaradt rokokó épülete

- Deák Ferenc utca 9., 10. (volt iskola, óvoda, Csepreghy Ferenc háza), 11., 12., 15., 16., 17., 20., 25., 28., 33., 36., 38., 59.
- Jókai Mór utca 5., 7., 9., 12., 17., 19.,  21., 24., 27., 32., 39.
- Mikszáth Kálmán utca 2., 9., 11., 13., 28., 36. (baptista imaház)
- Bajcsy-Zsilinszky utca 2.
- Kossuth Lajos utca 9., 17., 20., 25. (egykori Magyar Király Szálloda, ma kollégium), 33., 34., 39., 40. (irodaház), 42., 44., 47., 49., 50., 53., 67., 68., 71., 75.
- Petőfi Sándor utca 7., 18., 23., 26-28. (Vaszary Kolos Kórház), 29., 30. (patika), 32., 34., 38., 50.
- Rákóczi tér 1. (Bank)
- Sissay köz 1., 3., 5.
- Széchenyi tér 2., 5., 7. (Gróh-ház), 10. (klasszicista lakóépület, Besze János háza), 18., 20 (barokk, volt kereskedőházak)
- Víztorony u. 19665. hrsz. vízmű épülete

## Prímás-sziget
- Vámszedőház – Mária Valéria híd
- Révészek kocsmája
- Táncsics Mihály utcai villák

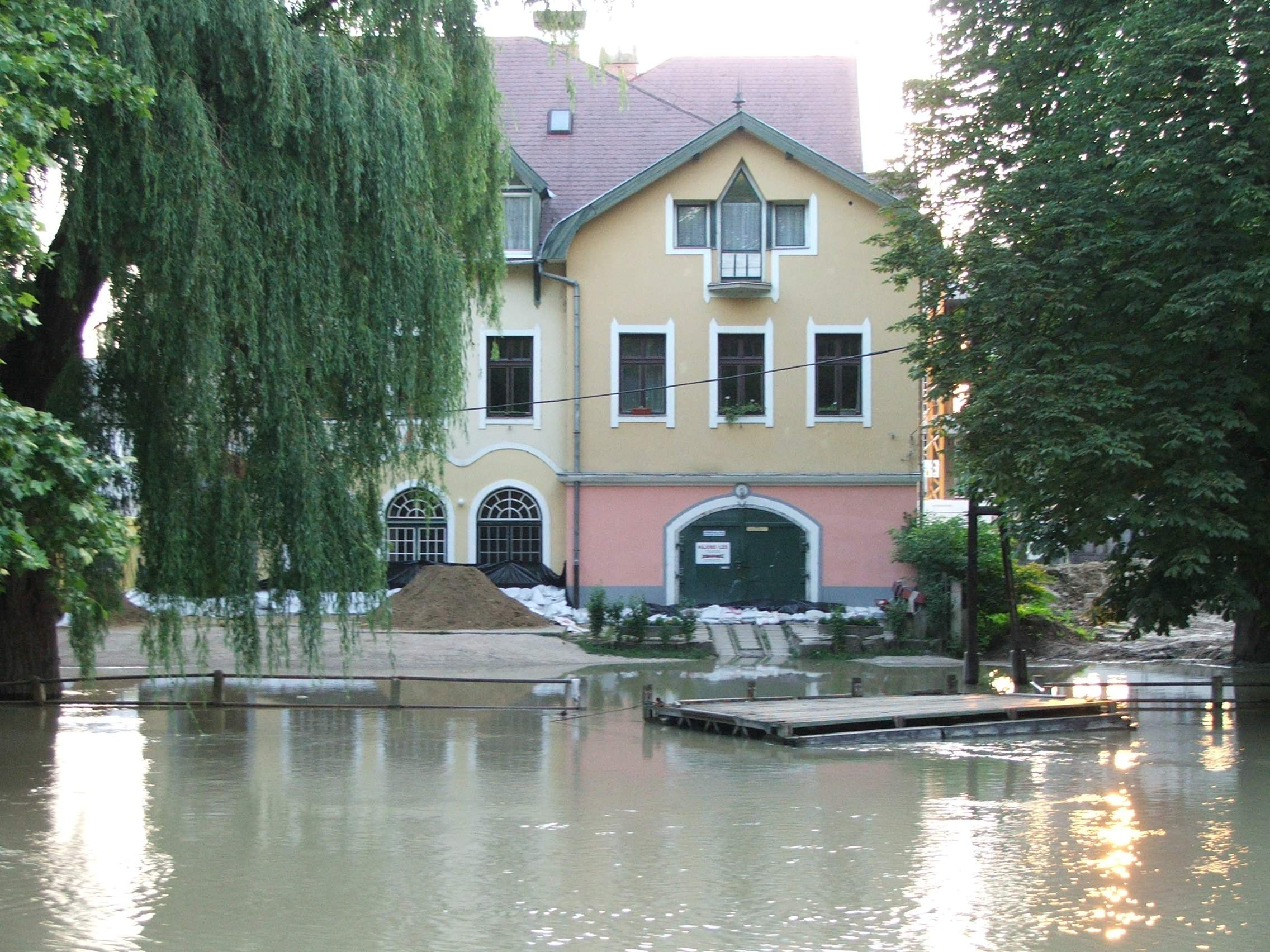
Zsolt Nándor Zeneiskola, volt csónakház a 2009-es árvíz idején

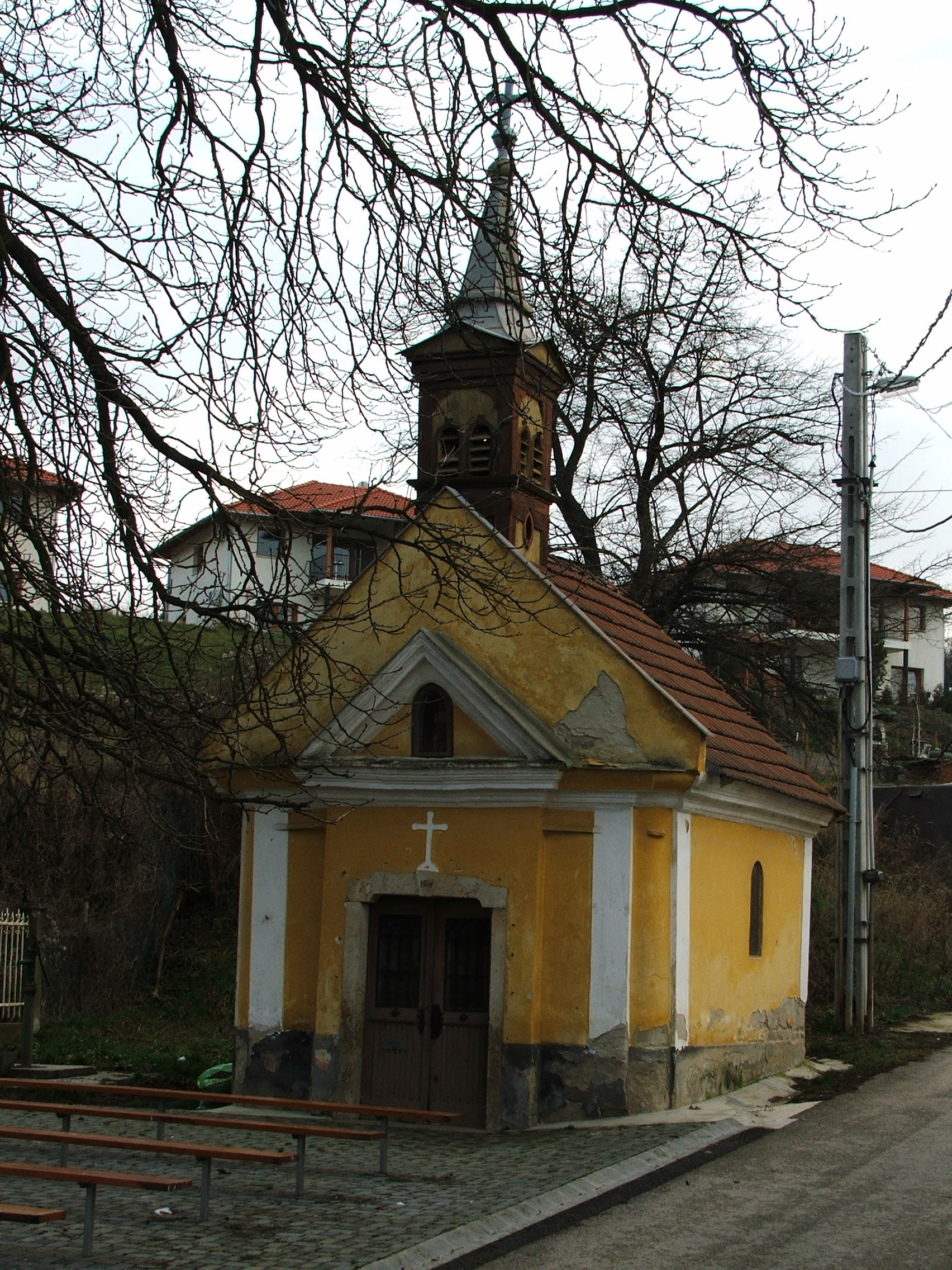
Szentjánoskúti kápolna

- Zsolt Nándor Zene- és Művészeti Iskola

## Szenttamás
- Batthyány Lajos utca 7., 11.
- Bajcsy-Zsilinszky utca 5., 9., 21, 25., 27., 31., 35., 39., 41., 43., 45, romantikus stílusú lakóház
- Imaház utca 12.
- Madách tér 5.

## Déli városrész

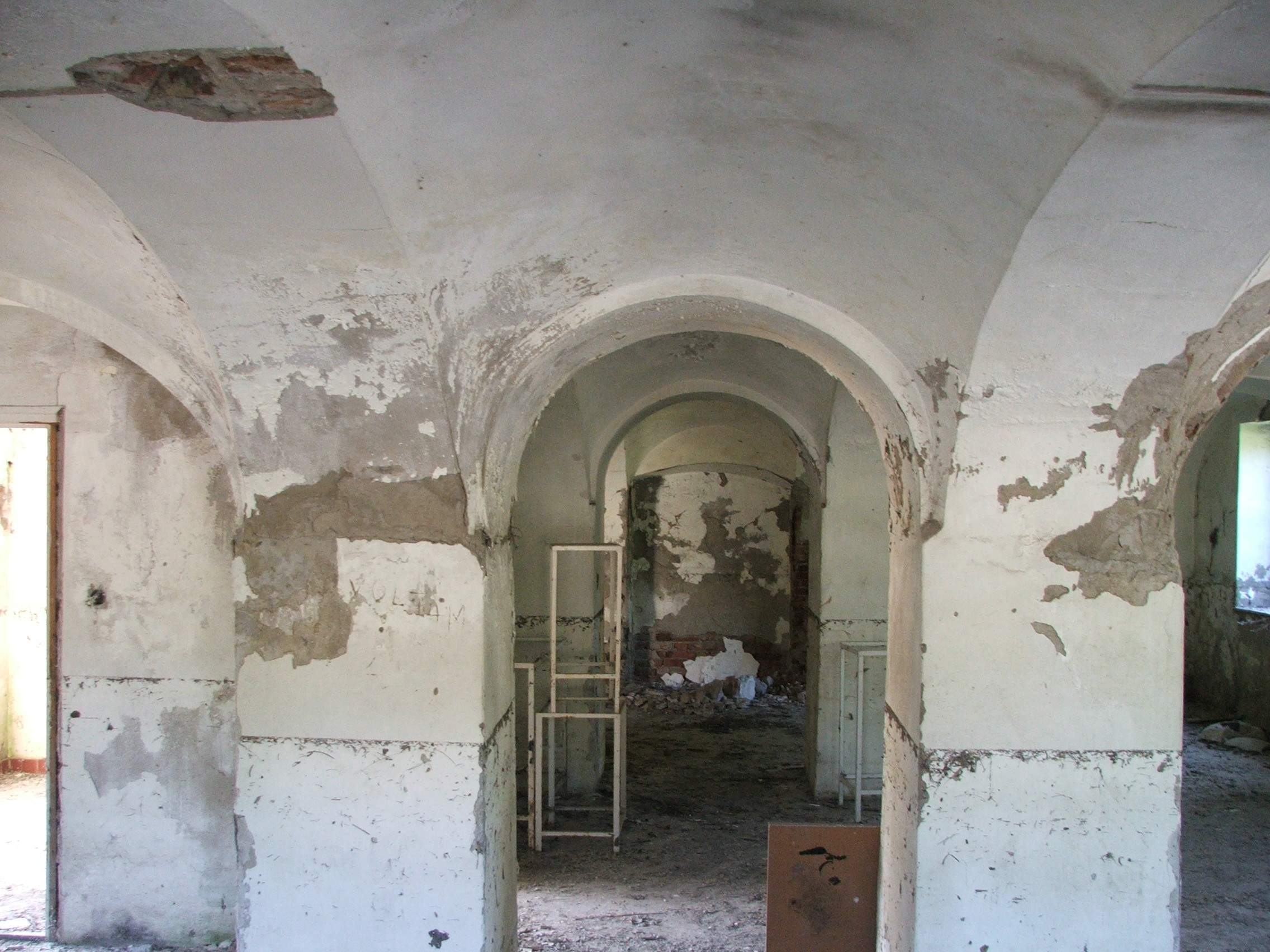
A 17. századi révészek kocsmája a szigeten, sokáig gyárként működött

- Bartók Béla utca 4., 5., 8., 18., 19.
- Budapesti utca 1., 2., 3., 4., 10., 13.
- Baross Gábor utca 3. (Családsegítő és Gyermekjóléti Szolgálat), 5. (tűzoltóság, MÁV épülete)
- Eötvös József utca 32.
- Erzsébet királyné utca 1., 3., 5., 11., 13., 21., 23., 25., 27.
- Kiss János vezérezredes út 1. (óvónőképző, iskola), 3. (volt Szent Anna zárda, ma iskola), 7., 11., 23.
- Meszéna utca 4., 11., 15., 16., 17.
- Budai Nagy Antal út 28., 30. (régi Elektromos Művek)
- Szentkirályi utca 9.
- Babits u. 9 (volt SZTK épület)

## Pilisszentlélek

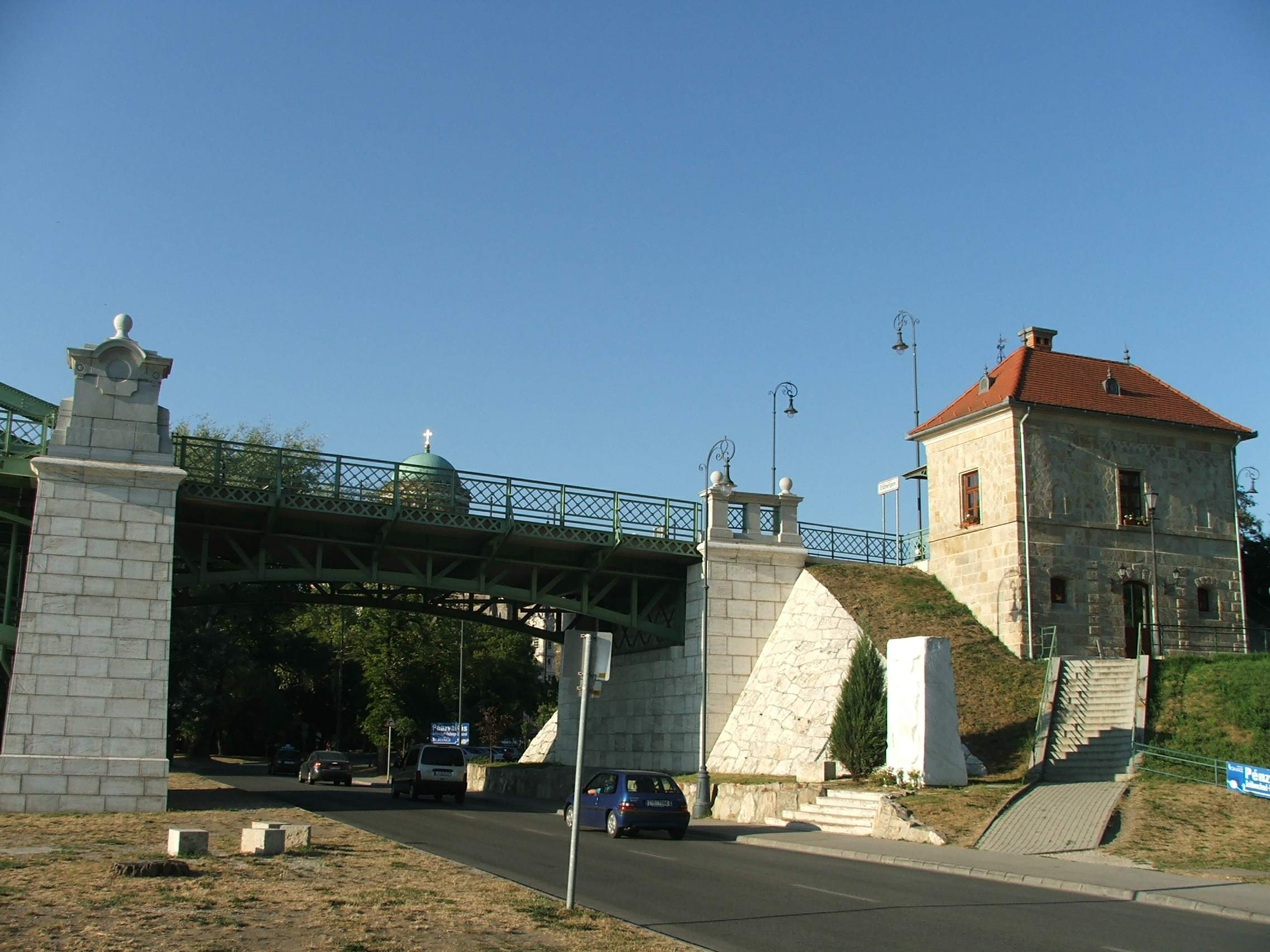
Híd és vámszedőház

- Templom, iskola és óvoda épületegyüttese
- Hunyadi u. 7., 30., 40., 52., 58., 62., 72.
- Kálmán-forrás köz
- Ifjúság u. 12., 13.

## Esztergom-Kertváros
- Vasút sor – Megyeri kastély
- Kenyérmező u. – Iskola épülete
- Esztergom-Tábor – vasútállomás
- Vízimalom u. – vízimalom épülete

## Hegyvidék

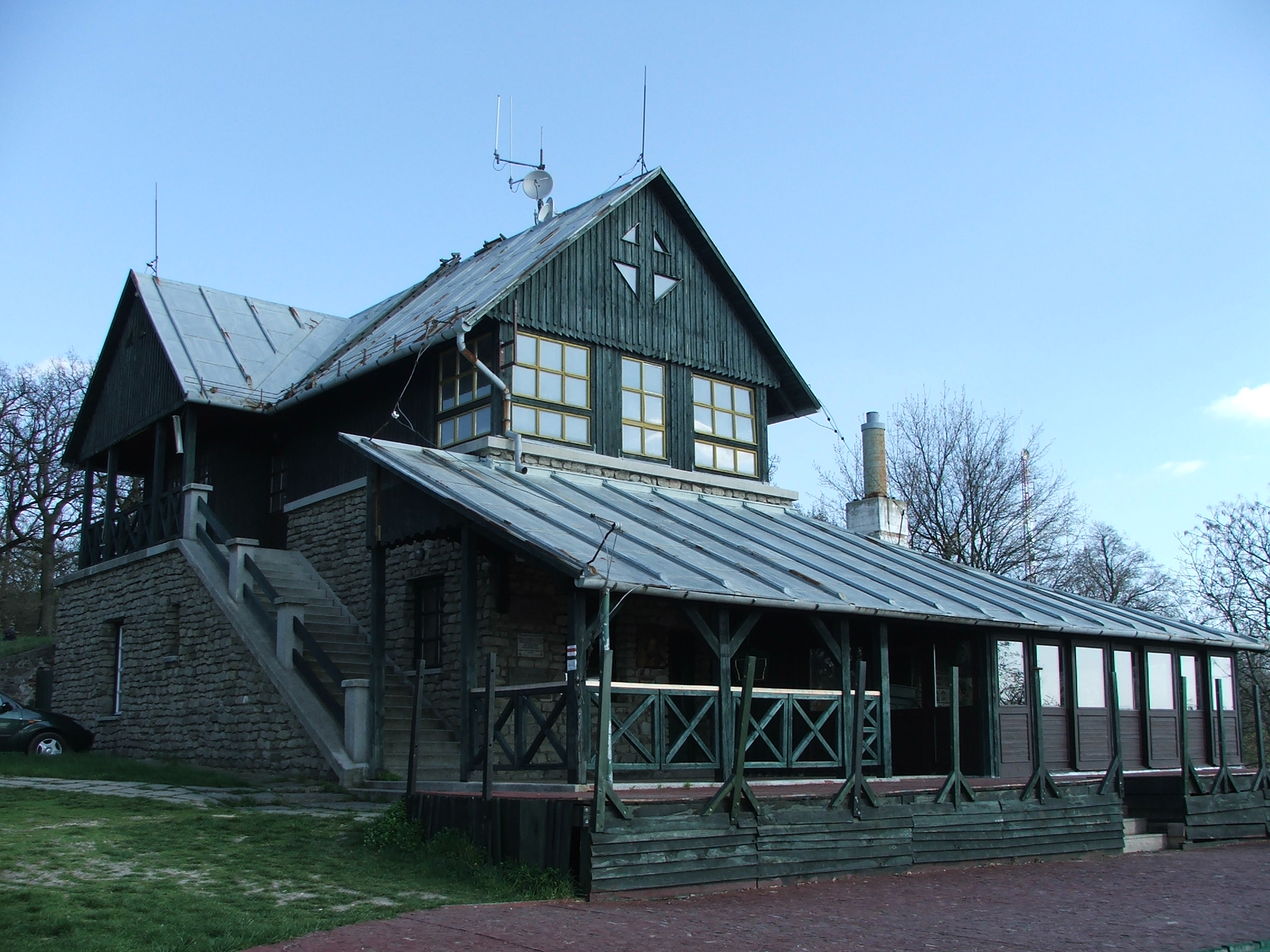
A vaskapui menedékház 1914-re épült fel

- a Vaskapui menedékház 0102. hrsz. és környezete
- Jánoskúti út 41. sz. 16101/2. hrsz. kúria, és kápolna és kereszt 16102. hrsz.
- Galagonyás út vége EMMAUS épülete 7601. hrsz. és az Orbán-kápolna környezete 7562., 7563. hrsz.
- Mély út - volt egyházi nyaraló épület.

## Épületek, melyek védettségét törölték
- Deák Ferenc utca 61.
- Kossuth Lajos utca 35., 56., 65. (Vak Bottyán Nép Kollégium), 66., 76.
- Széchenyi tér 23. (Rudolf-ház), 24. (Kollár-ház), 26. (Egykori Kereskedelmi és Iparbank), 28.
- Rákóczi tér 9. (ma pénzváltó)
- Batthyány Lajos utca 14., 16., 18.